# Valeriy Borzov
Valeriy Fylypovytch Borzov (em ucraniano: Валерій Пилипович Борзов) (Sambir, oblast de Lviv, 20 de outubro de 1949) é um antigo atleta soviético nascido na Ucrânia, considerado um dos melhores velocistas europeus da década de 1970. Foi recordista europeu de 100 e de 200 metros e medalha de ouro nessas duas disciplinas nos Jogos Olímpicos de Munique em 1972, em representação da União Soviética.
Esteve também presente nos Jogos Olímpicos de Montréal em 1976, onde obteve duas medalhas de bronze. Após uma lesão persistente contraída em 1978, abandonou a carreira no ano seguinte. Por essa altura casou-se com ginasta campeã olímpica Ludmilla Tourischeva, com quem  teve uma filha.
Após a independência do seu país, foi Presidente da Federação Ucraniana de Atletismo, Presidente do Comité Olímpico Ucraniano (1991-1998),  membro do COI, deputado ao Parlamento Ucraniano (1998-2006) e ministro ucraniano para a Juventude e Desporto.

## Melhores marcas pessoais
| Prova      | Data                  | Local                       | Tempo (segundos) |
| ---------- | --------------------- | --------------------------- | ---------------- |
| 100 metros | 31 de agosto de 1972  | Munique, Alemanha Ocidental | 10.07            |
| 200 metros | 4 de setembro de 1972 | Munique, Alemanha Ocidental | 20.00            |